# 北村貞太郎
北村 貞太郎（きたむら ていたろう、1933年11月15日 - 2013年9月20日）は、日本の農学者。農学博士。京都大学名誉教授。専門は農業土木学、農村計画学。第14期～16期日本学術会議会員。

## 略歴
1933年に東京府で生まれる。京都大学大学院農学研究科博士課程へ進学。京都大学農学部助教授（農村計画学研究室）を経て、1981年に大学院熱帯農学専攻の設置に伴い、同大学教授（地域計画論講座担当）に就任した。1997年に京都大学を定年退官し名誉教授となった後は、東京農業大学国際食料情報学部教授として研究・教育に従事する。その後、財団法人地球環境財団の地球環境総合研究所所長を務めた。
この間、スイス連邦工科大学へ留学する。また、第14期～16期日本学術会議会員となり、第16期には第6部（農学）部長を務めた。学会では農村計画学会会長、システム農学会会長を歴任している。システム農学会において同学会優秀発表賞（北村賞）として、北村博士の名を冠した表彰が創設された。
1981年に論文『用地分級論に関する基礎的研究』で農学博士（京都大学）を取得した。
2013年9月20日死去。同日付で正四位・瑞宝中綬章を追贈された。

## 著書
- 『土地分級』（編著、西口猛監修、長崎明編、農林統計協会、1981年）
- 『東南アジアの地域開発と農村開発』（編著、農林水産省熱帯農業研究センター編、農林統計協会、1992年）
- 『新しいドイツの国土計画』（訳、ドイツ連邦共和国国土計画-建設・都市計画省著、日本公園緑地協会、1995年）
- 『熱帯農学』（編著、渡辺弘之・桜谷哲夫・宮崎昭・中原紘之編、朝倉書店、1996年）
- 『21世紀へ向けての新しい農学の展開』（日本学術会議著、農林統計協会、1998年）
- 『土地利用計画と市町村条例』（編著、農林統計協会、2003年）

### 論文
- 2006年国立情報学研究所収録論文 国立情報学研究所.2010-05-06閲覧。